# Čuzik
Il Čuzik (in russo Чузик?) è un fiume della Russia, nella Siberia occidentale. Alla confluenza con il fiume Kënga, forma il fiume Parabel', un affluente di sinistra dell'Ob'. Scorre nel Parabel'skij rajon e nel distretto urbano della città di Kedrovyj, (Oblast' di Tomsk). 

## Descrizione
Il fiume scende dalle zone paludose della pianura di Vasjugan e incontra il Kënga, dando origine al Parabel', all'altezza del villaggio di Ust'-Čuzik (Усть-Чузик). La sua lunghezza è di 382 km. L'area del bacino è di 9 000 km². La portata media annua del fiume, a Osipovo, è di 26,98 m³/s.
Il fiume, che è gelato, mediamente, da fine ottobre/inizio novembre a fine aprile/inizio maggio, è navigabile per 210 km dalla foce. È accessibile, per le attività di pesca, alle piccole imbarcazioni in quanto il fiume non è largo, è poco profondo e il corso è estremamente tortuoso. Scorre attraverso un'area boschiva di taiga. 
Lungo il suo corso si trova la piccola città di Kedrovyj (Кедровый) e alcuni insediamenti agricoli. Tra i numerosi affluenti, il più significativo è il fiume Kombars (Комбарс).